# 바둥군

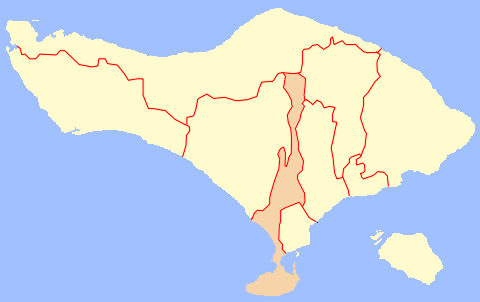
바둥 군의 위치

바둥군(인도네시아어: Badung)은 인도네시아 발리섬에 위치한 군으로, 군청 소재지는 믕위(Mengwi)이며 면적은 418.52km2, 인구는 358,311명(2004년 기준)이다. 군 전체가 덴파사르에 완전히 둘러싸여 있으며 6개 지역(프탕(Petang), 멩위(Mengwi), 아비안세말(Abiansemal), 쿠타(Kuta), 쿠타우타라(Kuta Utara), 쿠타슬라탄(Kuta Selatan))을 관할한다. 응우라라이 공항이 이 곳에 있다.

## 명소

### 멩위
- 타만 아윤 사원